# PRO Chomutov
PRO Chomutov je politická strana, která původně vznikla jako občanská iniciativa roku 2008, roku 2010 se transformoval ve volební stranu, která se od té doby pravidelně účastní komunálních voleb do zastupitelstva statutárního města Chomutova.

## Zrod a působení Občanského sdružení PRO Chomutov
Politicky motivované odvolání respektovaného ředitele Zooparku Chomutov MVDr. Přemysla Rabase v roce 2008 zdvihlo vlnu nevole občanů města. Pánové Vladimír Koten a Jan Hartman sepsali proti odvolání ředitele ZOO petici, pro niž během jediného týdne získali přes čtyři tisíce podpisů. Jelikož tehdejší primátorka Ivana Řápková označila protestující občany za "křiklouny z ulice", rozhodli se pro svou institucionalizaci a založení Občanského sdružení PRO Chomutov. Členkou přípravného výboru sdružení byla společně s pány Hartmanem a Kotenem Andrea Löblová. Předsedou sdružení byl zvolen Ing. Jan Hartman. Sdružení se následně aktivně účastnilo jak protestních akcí v ulicích Chomutova, tak na pravidelně radnicí organizovaném "setkání s občany" (pod tíhou kritiky na tato setkání přestala chodit primátorka Řápková a za město se jej dále již účastnili pouze náměstci). Po vstupu zástupců sdružení do rady města Chomutova začátkem roku 2015 přestal spolek vyvíjet aktivitu. Roku 2017 bylo rozhodnuto o jeho zrušení pro nadbytečnost a ke dni 1. února 2018 byl vymazán ze spolkového rejstříku.

## Vstup PRO Chomutov do komunální politiky
V rámci příprav na komunální volby v průběhu roku 2010 prosazovala tehdejší předsedkyně základní organizace Zelených v Chomutově Petra Kotyzová opětovnou účast ve volbách formou samostatné stranické kandidátky. S tím nesouhlasil Přemysl Rabas, který prosazoval potřebu vzniku platformy více otevřené nestranickým osobnostem. Rabas pro svou vizi získal postupně jak místní organizaci Zelených, tak spolky Kuprospěchu, Občanské sdružení PRO Chomutov a další veřejně známé osobnosti z Chomutova. Vznikla tak volební strana s názvem PRO Chomutov.

## Volební období 2010–2014
V komunálních volbách konaných ve dnech 15. a 16. října 2010 získalo volební sdružení PRO Chomutov 20,06 % hlasů a v pětatřicetičlenném zastupitelstvu tak obsadilo 8 mandátů (stejně jako vítězná ČSSD). Zastupiteli za PRO Chomutov' pro toto období byli zvoleni Přemysl Rabas, Michal Kasl, Jan Hartman, Monika Mrugová, Eva Blažková, Vladimír Koten, Alena Zadáková a Andrea Löblová.  Poté, co v prosinci 2011 rezignoval na zastupitelský mandát Michal Kasl, se zastupitelem z pozice náhradníka stal Daniel Černý.
I přes silný volební výsledek zůstalo v tomto období PRO Chomutov v opozici. Radu města opětovně ovládla koalice ČSSD a ODS, doplněná o dva zastupitele zvolené za Severočeši.cz a dva za TOP 09.

## Volební období 2014–2018
Do svého druhého volebního období vstoupilo PRO Chomutov s novým lídrem, kterým se stal Daniel Černý. Dosavadní lídr Přemysl Rabas kandidoval již pouze symbolicky pro vyjádření podpory na posledním místě kandidátní listiny.

### Zmanipulované volby, soud a opakované hlasování
Volby se konaly ve dnech 10. a 11. října 2014 a se ziskem 18,98 % hlasů z nich PRO Chomutov vyšel jako vítěz. Přestože ve volbách sdružení PRO Chomutov zvítězilo, podalo k soudu podnět na přezkum voleb, neboť získalo důkazy, že v průběhu hlasování docházelo k tzv. kupčení s hlasy, kdy část hlasujících odevzdávala do volebních uren za finanční úplatu předem někým jiným vyplněné hlasovací lístky. Při následném přezkumu hlasovacích lístků soud dospěl k závěru, že skutečně došlo k manipulaci voleb ve prospěch některých kandidátů ČSSD a to v míře, která ovlivnila celkový výsledek voleb, pročež soud hlasování zrušil a nařídil jeho opakování.
Opakované hlasování se uskutečnilo dne 31. ledna 2015 a sdružení PRO Chomutov v něm zvítězilo se ziskem 26,97 % hlasů, což znamenalo zisk 11 zastupitelských mandátů. Jmenovitě se pak zastupiteli PRO Chomutov pro toto volební období stali: Daniel Černý, Monika Mrugová, Jan Hartman, Ivana Chábová, Vladimír Koten, David Palán, Andrea Löblová, Karel Straka, Marian Bystroň, Eva Beranová a David Ištok.

### PRO Chomutov v radě města
Ustavující jednání zastupitelstva města Chomutova pro volební období 2014–2018 se tak konalo až dne 2. března 2015. Primátorem Chomutova byl zvolen Daniel Černý, 2. náměstkem primátora byl zvolen Marian Bystroň a spolu s nimi byli do jedenáctičlenné rady města zvoleni další čtyři zástupci sdružení PRO Chomutov: Monika Mrugová, Jan Hartman, Ivana Chábová a Vladimír Koten. Radu města dále doplnili dva zástupci ANO 2011 a tři zástupci KSČM.
Koalice vedená sdružením PRO Chomutov ještě na ustavujícím jednání zastupitelstva prosadila vyhlášku č. 1/2015, kterou zcela zakázala provozování tzv. hazardu na území města Chomutova. Dále během svého působení zrušila nevýhodný pronájem Kamencového Jezera, rozhodla o zachování provozu trolejbusů v rámci DPCHJ a zavedla transparentní dotační pravidla.

### PRO Chomutov jedinou opoziční stranou
V průběhu jednání zastupitelstva konaného dne 12. prosince 2016 bylo z rady města odvoláno všech šest zástupců PRO Chomutov a místo nich byli do rady zvoleni zástupci ČSSD a hnutí Nový Sever. Došlo tak k situaci, kdy vládnoucí koalici utvořili všechny čtyři ostatní subjekty a jedinou opoziční stranou v zastupitelstvu se stal PRO Chomutov. Tento stav trval následně až do konce funkčního období.
Po rezignaci JUDr. Chábové na zastupitelský mandát v průběhu roku 2017 se zastupitelem PRO Chomutov z pozice náhradníka stal Vlastimil Polívka.

## Volební období 2018–2022
Do svých třetích voleb vstoupil PRO Chomutov v rozšířeném formátu jako volební sdružení Zelených, TOP 09, STAN, KDU-ČSL, Pirátů, JsmePRO! a nezávislých kandidátů. Ve volbách konaných ve dnech 5. a 6. října 2018 se ziskem 23,04 % hlasů skončil druhý a připadlo mu 9 zastupitelských mandátů. Zastupiteli sdružení se stali: Daniel Černý, Marian Bystroň, Andrea Löblová, Michal Vlach, David Palán, Vlastimil Polívka, Vladimír Koten, Jan Rödling a Karel Straka.
Přestože po celé funkční období působilo sdružení PRO Chomutov v opozici, podařilo se mu v závěru roku 2020 vyvolat společenský tlak na koalici tvořenou ANO 2011, NOVÝ SEVER a KSČM a odvrátit její pokus o opětovné povolení hazardních her a výherních automatů v Chomutově.

## Volební období 2022–2026
Do komunálních voleb, které se konaly ve dnech 23. a 24. září 2022 podal PRO Chomutov kandidátní listinu, vedenou nově MUDr. Marianem Bystroněm. Formálně šlo tentokráte o volební sdružení Pirátů, TOP 09, KDU-ČSL, JsmePRO! a nezávislých kandidátů. Ve volbách se ziskem 14,96 % hlasů skončilo sdružení druhé a připadlo mu 6 zastupitelských mandátů. Zastupiteli sdružení se stali – Marian Bystroň, Andrea Löblová, Vlastimil Polívka, David Palán, Jan Rödling a Veronika Roubínková. Z důvodu stěhování do jiné obce rezignoval David Palán na svůj mandát dne 21. listopadu 2023. Z pozice 1. náhradníka se zastupitelem stal Michal Vlach, který složil slib na jednání zastupitelstva 12. prosince 2023.